# Прапор Тарту
Пра́пор Тарту (ест. Tartu lipp) — офіційний символ міста Тарту, адміністративного центру мааконду Тартумаа. Затверджений 20 травня 1992 року.

## Опис
Прапор являє собою прямокутне полотнище, яке складається з двох рівношироких горизонтальних смуг — білої верхньої і червоної нижньої. У центрі — герб міста (висота щита рівна ½ ширини прапора).

## Історія
Прапор міста Тарту надав своїм привілеєм від 8 травня 1584 року польський король Стефан Баторій.
25 січня 1929 року уряд молодої Естонської республіки підтвердив ці права й дозволив використання міського прапора під час святкових днів поруч із державним прапором.